# Matthieu Dumas

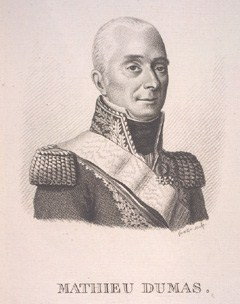
Matthieu Dumas

Matthieu (Comte de) Dumas (* 23. Dezember 1753 in Montpellier; † 16. Oktober 1837 in Paris) war ein französischer Général de division und Militärhistoriker.

## Leben
Dumas nahm als Adjutant Rochambeaus an dem Amerikanischen Unabhängigkeitskrieg teil und organisierte nach seiner Rückkehr nach Frankreich die Pariser Nationalgarde. Nach der Auflösung der gesetzgebenden Versammlung (21. September 1792) fand er eine Freistatt in der Schweiz. Nach der Einsetzung des Direktoriums am 28. Oktober 1795 wurde er in den Rat der Alten gewählt. 
Da Dumas als Gemäßigter in die Proskription des 18. Fructidor (14. September 1797) verwickelt war, musste er nach Hamburg fliehen. Napoleon rief ihn 1800 und ernannte ihn zum Chef des Generalstabs der so genannten Reservearmee, mit der er die Alpen überstieg. 
Dumas wurde 1802 Staatsrat, 1805 Général de division und unter Joseph Bonaparte neapolitanischer Kriegsminister und Großmarschall des kaiserlichen Haushalts. Er folgte dem König auch nach Spanien und war hier Generaladjutant der kaiserlichen Armee. Der Kaiser rief ihn bald zurück, woraufhin er an dem Feldzug gegen Österreich teilnahm. Am 12. Juli 1809 schloss er den Waffenstillstand von Znaim ab. Im Krieg von 1812 verwaltete Dumas das Amt des Generalintendanten in der Armee. 1813 wurde er mit der Besatzung von Dresden gefangen genommen. 
1814 wurde Dumas von Ludwig XVIII. zum Staatsrat ernannt, wurde dann 1822 entlassen. Nachdem er 1827 in die Kammer gewählt worden war, ging er zur Opposition über und gehörte 1830 zu den 221 Deputierten, die durch ihre Veröffentlichung die Julirevolution einleiteten. Nach dem Sturz Karls X. organisierte er unter Ludwig Philipp erneut die Pariser Nationalgarde und wurde zum Befehlshaber aller Nationalgarden von Frankreich ernannt. 1831 erhielt er daraufhin die Würde eines Pairs. 
In der militärischen Literatur hat er sich durch mehrere Veröffentlichungen einen Namen gemacht. Das Journal de l'adjudant-général Ramel beispielsweise wurde von ihm redigiert.
Matthieu Dumas starb fast ganz erblindet am 16. Oktober 1837 in Paris.

## Werke
- Précis des événéments militaires, ou essai historique sur les campagnes de 1799 à 1814. 19 Bde. u. 8 Atlanten. Paris (1816–26)

## Ehrungen
Sein Name ist am Triumphbogen in Paris in der 15. Spalte eingetragen.